# Noms de famille dogons
 (août 2010).
Si vous disposez d'ouvrages ou d'articles de référence ou si vous connaissez des sites web de qualité traitant du thème abordé ici, merci de compléter l'article en donnant les références utiles à sa vérifiabilité et en les liant à la section « Notes et références ».
Originellement, beaucoup de Dogons avaient pour nom de famille « Djoundo », qui provient de l'expression « Amba bé djoundo » qui signifie littéralement « Que Dieu nous unisse de nouveau », « Que Dieu fasse qu'on se revoit de nouveau », autrement dit « au revoir ». Le mot djoundo a donné le nom de famille Guindo chez certains Dogons, notamment les Dogons Towon. 
Les Dogons sont originaires du Mandé selon certaines sources, ce qui a été prouvé faux, ils ont juste séjourné quelques jours sur le territoire mandingue, des recherches indiquent l'Égypte ancienne. Les noms se sont ensuite diversifiés en fonction de plusieurs facteurs. À travers les noms, on peut identifier le(s) village(s) d'origine. Il existe aussi des liens de cousinage et de plaisanterie en fonction des noms, comme le cas des Guendeba avec les Peliaba, Yombolba et les Diombélé. Ce lien de cousinage existe également entre les Kodio et les Dougnon, Saye et Sagara, Poudiougou. 
Parmi les noms dogons (liste non exhaustive) :
- Ambana (Ondogou Cercle de Bandiagara),
- Ambapile, (Ondogou Cercle de Bandiagara),
- Arama (Cercle de Bankass, Bandiagara),
- Arou,
- Aya (Cercle de Koro),
- Babadji, Bassana, Bassely,
- Balam (Ondogou Cercle de Bandiagara),
- Bamadio (Cercle Koro),
- Bamia (Kassongo, Cercle de Bandiagara),
- Banou (Cercle de Bandiagara),
- Binima (cercle de bankass),
- Dama (Cercle de Koro),
- Damango (cercle de Bankass)
- Dara (Koundou, Cercle de Bandiagara),
- Degoga* (Cercle Bandiagara),
- Diepkilé (Mory, Cercle de Bandiagara),
- Din,
- Diombélé,
- Djemè,
- Djibo, Dibo (Cercle de Bankass, Bandiagara),
- Djigandé,
- Djiguiba (Cercle de Bandiagara),
- Djimdé,
- Djoundo (cercle de Bankass),
- Doho (Yèèrè cercle de Bankass)
- Dolo (Sangha, Cercle de Bandiagara),
- Doumbo,
- Dourbéla (cercle de koro, village de Yeremdourou),
- Douyon, Dougnon (Irely, Cercle de Bandiagara),
- Fongoro (cercle de Bankass),
- Gana (cercle de Bankass),
- Garango (cercle de Bankass),
- Goïmba,
- Goro (Koro, cercle de Koro),
- Goudiankilé, Goudjenkilé (Waduba, Cercle de Bandiagara),
- Guégueré,
- Goulakan,(Gani cercle de Bandiagara)
- Guendeba, Guindeba (Cercle de Bandiagara - cercle de Douentza),
- Guindo (Cercles de Bandiagara, Koro, Bankass,Douentza),
- Guirou (Banani, Cercle de Bandiagara),
- Issabéré (Cercle de Koro),
- Iguila (Gani Cercle de Bandiagara)
- Kamaye, Kamia,
- Kamogo,
- Kansaye (Kani Gogona, Cercle de Bandiagara),
- Karakodio (cercle de Bankass),
- Karembé (Cercle de Bandiagara),
- Kassambara (Cercle de Bandiagara),
- Kassogué (Cercle de Bandigara),
- Kelepily (Cercle de Bandiagara),
- Kéné,
- Kodio, Kodjo (Ibi, Cercle de Bandiagara ; Madougou, Domnossogou, Simerou, Douna Cercle de Koro),
- Komnotougo,
- Koungoulba (Cercle de Douentza, Commune de Dangol-Boré, Village de Ibissa),
- Kossouba (Cercle de Douentza, Commune de Dangol-Boré, Village de Tiboki),
- Assouba (Cercle de Douentza, Commune de Dangol-Boré, Village de Tiboki),
- Délaba (Cercle de Douentza, Commune de Dangol-Boré, Village de Tiboki),
- Soulaba (Cercle de Douentza, Commune de Dangol-Boré, Village de Tiboki),
- Kolo'Ogon,
- Kouriba (Kilegou, cercle de Bandiagara),
- Kotiounbè (cercle de bankass),
- Lougué (Kani-kombolé, cercle de Bankass),
- Minta,
- Morba,
- Moro, Morogoye,
- Naïté,
- Nango,
- Nangolè,
- Nantoumbé (Cercles de Koro et Bandiagara),
- Naparé (cercle de Bandiagara),
- Napo,
- Niangaly (Cercle de Koro),
- Ombotimbé (Molou, Cercle Bandiagara),
- Ongoiba (Cercles de Bandiagara, Koro, mondoro),
- Ongolba,
- Ouadjou,
- Oula (Kounka cercle de Bankass),
- Ouologuem (Bandiagara,... Cercle de Bandiagara),
- Pamateck (Sal Cercle de Bandiagara),
- Peliaba (Yombol, Menty, cercle de Bandiagara),
- Pergourou,
- Perou (Nini, Cercle de Bandiagara),
- Poudiougo, Poudiougou (Cercles de Koro et Bandiagara),
- Sagara (Cercles de Koro, Bandiagara),
- Sangala (Segué cercle de Bankass),
- Sankana (Ambadounbou Cercle Bankass),
- Saye (Cercles de Koro, Bandiagara),
- Sèmè (Cercle de Bankass),
- Seyba, Seba,
- Siguipily,
- Singuepire (Kende cercle de Bandiagara),
- Sinkolo (Singuima cercle de Bankass),
- Sobengo (cercle de Bankass),
- Sodio (Tiedekanda, cercle de Bankass),
- Somboro (Ségué, cercle de Bankass),
- Sossigué,
- Souma,
- Soyba (dans le cercle de Bandiagara , Diantiadé),
- Tagadiou,
- Tapily (Cercle de Bandiagara),
- Tebsougué (village de Gongo, cercle de Bandiagara),
- Telly (Cercle de Bandiagara),
- Tembely (Bandiagara, Cercle de Bandiagara),
- Tembiné (Cercle de Bandiagara),
- Tembo,
- Témé (Cercle de Bandiagara),
- Tessougué (Cercle de Bankass),
- Timboliba, timbolba (cercle de douentza, dangol-boré village pouty),
- Togo (Cercle de Koro,Bankass),
- Tolo (Cercle de Koro),
- Toloba,
- Tolofoudié,
- Toulema,
- Tounda,
- Uro'ogon (cercle de Bankass),
- Walbani,
- Yadiango,
- Yakwé (cercle de bankass),
- Yalcouyé (Ningari, Cercle de Bandiagara),
- Yanogo (cercle de Bandiagara),
- Yanogué* (Cercle de Bandiagara),
- Yébéssé, Yebeize (Cercle de Bandiagara),
- Yolo (Cercle de Bankass),
- Yombolba (Cercle de Bandiagara),
- Yossi,
- Youpile,

........, entre autres.